# John Lineker
John Lineker dos Santos de Paula, född 12 juni 1990 i Paranaguá, är en brasiliansk MMA-utövare som sedan 2012 tävlar i organisationen Ultimate Fighting Championship.